# Prêmio FIFA Ferenc Puskás de 2019
O Prémio FIFA Ferenc Puskás de 2019, mais comumente Prêmio Puskás da FIFA de 2019 foi uma premiação na qual foi escolhido o gol mais bonito do ano, realizada em setembro de 2019, em Milão,Itália. O jogador brasileiro Matheus Cunha está entre os candidatos.

## Finalistas
| Jogador(a)         | Time/Seleção           | Nacionalidade   | Competição                                | Site |
| ------------------ | ---------------------- | --------------- | ----------------------------------------- | ---- |
| Matheus Cunha      | RB Leipzig             | brasileiro      | Campeonato Alemão                         |      |
| Lionel Messi       | Barcelona              | argentino       | Campeonato Espanhol                       |      |
| Zlatan Ibrahimovic | Los Angeles Galaxy     | sueco           | MLS                                       |      |
| Juan Quintero      | River Plate            | colombiano      | Campeonato Argentino                      |      |
| Fabio Quagliarella | Sampdoria              | italiano        | Campeonato Italiano                       |      |
| Andros Townsend    | Crystal Palace         | inglês          | Campeonato Inglês                         |      |
| Amy Rodriguez      | Utah Royals            | norte-americana | NWSL                                      |      |
| Billie Simpson     | Cliftonville Ladies FC | norte-irlandesa | Campeonato Feminino da Irlanda do Norte   |      |
| Dániel Zsóri       | Debrecen               | húngaro         | Campeonato Húngaro                        |      |
| Ajara Nchout       | Camarões               | camaronesa      | Copa do Mundo de Futebol Feminino de 2019 |      |